# Luc Van Campenhoudt
 (octobre 2017).
Luc Van Campenhoudt est un sociologue belge francophone, né le 4 juillet 1947, ancien directeur du Centres d'études sociologiques de l'Université Saint-Louis - Bruxelles et professeur émérite de l'université Saint-Louis et de l'Université catholique de Louvain.

## Biographie
Il est surtout connu à l'international pour ses ouvrages de méthodologie en sciences sociales, en particulier le Manuel de recherche en sciences sociales (Dunod) dont la cinquième édition, rédigée avec Jacques Marquet et Raymond Quivy, est sortie en juin 2017. Traduit en cinq langues, ce manuel est utilisé depuis près de 30 ans pour leur formation méthodologique par des centaines de milliers d'étudiants à travers le monde.
Luc Van Campenhoudt  a joué un rôle majeur dans l'élaboration et la diffusion de la « méthode d'analyse en groupe », initiée par le professeur Michel Mercier (université de Namur). Son ouvrage La méthode d'analyse en groupe (Dunod, 2005) rédigé avec Jean-Michel Chaumont et Abraham Franssen, expose de manière détaillée cette méthode de recherche-action où les acteurs concernés par un problème sont directement impliqués dans son analyse et dans la recherche de solutions.
Dans ses ouvrages Introduction à l'analyse des phénomènes sociaux (Dunod 2001) et, plus récemment, dans Cours de sociologie (2014, rédigé avec Nicolas Marquis), il expose les principes clés de l'analyse sociologique, à partir d'un ensemble de recherches concrètes effectuées par de grands auteurs.
Menées collectivement au sein du Centre d'études sociologique, ses recherches et publications ont porté notamment sur les politiques sécuritaires (voir par exemple Réponse à l'insécurité : des discours aux pratiques, Bruxelles, Labor, 2000, dir. avec Yves Cartuyvels, Françoise Digneffe, Dan Kaminski, Philippe Mary et Andrea Rea), sur les comportements face au risque du VIH (voir par exemple Sexual Interactions and HIV Risk. New Conceptual Perspectives in European Research, London, Taylor & Francis, 1997, dir. avec Mitchell Cohen, Gustavo Guizzardi and Dominique Hauser). Plusieurs de ses publications scientifiques portent également sur l'enseignement, sur la déviance et la transgression ainsi que sur le pouvoir dans le travail en réseau.
Il a récemment analysé les processus qui conduisent des jeunes gens au départ ordinaires à s'engager dans le djihadisme jusqu'à commettre des attentats suicides et a  publié sur ce sujet chez Armand Colin un petit ouvrage intitulé Comment  en sont-ils arrivés là ? Les clés pour comprendre le parcours des djihadistes.
De 2007 à 2013, il a été directeur de La Revue nouvelle, une des principales revues générales belges francophones. Il y a écrit plusieurs dizaines d'éditoriaux et d'articles, notamment sur des questions politiques et sociales.

## Publications
- Luc van Campenhoudt, Nicolas Marquis, Émmanuelle Lenel, Pratique de la lecture critique en sciences humaines et sociales (Dunod, Malakoff 2018).